# Andi Farid Izdihar
Andi Farid Izdihar , también conocido como Andi Gilang (Regencia Bulukumba, Célebes Meridional, Indonesia, 14 de agosto de 1997), es un piloto indonesio de motociclismo que actualmente compite en el Campeonato del Mundo de Moto3 con el Honda Team Asia.

## Biografía

### Carrera temprana
Andi se introdujo por primera vez en las carreras de motos cuando tenía 8 años, y comenzó a competir en competencias locales en Bulukumba Regency a los 10. Más tarde se unió al programa de desarrollo de jóvenes corredores Astra Honda Racing en 2010.Entre 2011-2013, Andi participó en Indospeed Race Series, montando un Honda CBR150R . También participó en la Región 2 Motoprix, compitiendo para el equipo Honda Daya Golden. Fue registrado como competidor en el motociclismo en 2016 Pekan Olahraga Nasional , en representación de Java Occidental. Obtuvo oro en el equipo Underbone A y plata en el equipo Underbone A.

### Asia Talent Cup
Andi hizo su debut a nivel internacional en 2014 Asia Dream Cup, donde fue sexto en la clasificación final.  Después de eso, fue elegido para competir en la Asia Talent Cup 2015. Ganó la carrera en el Circuito Internacional de Losail ,  y terminó segundo en el Circuito Internacional de Sepang . En total, anotó 104 puntos y ocupó el noveno puesto en la clasificación final de 2015  . También corrió en Suzuka 4 horas junto con Aditya Pangestu cuando la pareja terminó en segundo lugar.
En 2016 se quedó compitiendo en la Asia Talent Cup. Ganó la segunda carrera en Losail, y las primeras carreras de la ronda 3 y 6 en Sepang.  Compitió contra el piloto tailandés, Somkiat Chantra , pero sus resultados de DNF en la ronda final destrozaron sus esperanzas de ganar el campeonato de la Asia Talent Cup, un logro obtenido por Somkiat.

### CEV Moto3 Junior World Championship
A través del equipo Astra Honda Racing, Andi participó en el Campeonato Mundial Junior FIM CEV Moto3 2016 . Su primera temporada de carreras en Europa concluyó con el puesto 32 en la clasificación, ya que terminó 15 en el circuito de Portimao .
Astra Honda Racing lo retuvo para el Campeonato del Mundo FIM CEV Moto3 Junior 2017 , y terminó quinto en el Circuito de Albacete .  En general, Andi llegó al top 20, o 17.º en la clasificación final. También corrió en la clase AP250 del Campeonato de Asia Road Racing (ARRC), como comodín para la ronda Sentul . Logró un 2.º y 3.er puesto en las 2 carreras de la ronda.
Después de que Gerry Salim asumiera su lugar en CEV Moto3 , Andi fue nombrado por Astra Honda Racing para conducir Honda CBR600RR en ARRC 2018, en la clase Supersport 600 (SS600). Obtuvo dobles victorias en la ronda Sentul  . Los resultados lo pusieron en la disputa por el título del campeonato ya que sus puntos no estaban muy lejos de los principales corredores (después de la ronda de Sentul ocupó el tercer lugar). Sin embargo, en la última ronda en el Circuito Internacional de Chang , solo terminó séptimo y octavo, y ocupó el quinto lugar en la clasificación final.
Continuó compitiendo en la clase ARRC SS600 2019 con Astra Honda Racing, donde fue quinto en la clasificación final con 2 podios en el Circuito Internacional de Sepang y en el Bend Motorsport Park , ambos llegaron en la Carrera 2 de las rondas respectivas.

### Campeonato del mundo de Moto2
Fue elegido por el equipo Astra Honda Racing para competir en el FIM CEV Moto2 2019 para competir en varias rondas de la temporada.  Participó en la carrera Misano Moto2 2019 como reemplazo de Dimas Ekky en Idemitsu Honda Team Asia, quien estuvo ausente debido a una lesión,  y terminó la carrera en la posición 24.
Para la temporada 2020 de Moto2 , reemplaza a Dimas Ekky permanentemente en el mismo equipo donde se unirá al ex competidor en Asia Talent Cup Somkiat Chantra .

### Vida personal
Andi nació de las parejas Andi Suriadi (padre) y Andi Rina Soviana (madre)  . Fuera de sus deberes de carrera, le gusta el billar, el fútbol sala y ver películas.  Aunque su nombre completo es Andi Farid Izdihar -que siempre está registrado en todas las series de carreras en las que compite a nivel nacional e internacional- el público indonesio lo conoce mejor como Andi Gilang.

## Resultados

### Campeonato del mundo de motociclismo

#### Por temporada
| Temp. | Cat.  | Moto  | Equipo                   | N.º   | Carreras | Victorias | Podios | Poles | V.Ráp. | Pts. | Pos.  |
| ----- | ----- | ----- | ------------------------ | ----- | -------- | --------- | ------ | ----- | ------ | ---- | ----- |
| 2019  | Moto2 | Kalex | IDEMITSU Honda Team Asia | 36    | 1        | 0         | 0      | 0     | 0      | 0    | NC    |
| 2020  | Moto2 | Kalex | IDEMITSU Honda Team Asia | 27    | 15       | 0         | 0      | 0     | 0      | 0    | NC    |
| 2021  | Moto3 | Honda | Honda Team Asia          | 19    | 12       | 0         | 0      | 0     | 0      | 3*   | 29.º* |
| Total | Total | Total | Total                    | Total | 28       | 0         | 0      | 0     | 0      | 3    |       |

- * Temporada en curso.

#### Carreras por año
(Carreras en negrita indica pole position, carreras en cursiva indica vuelta rápida)
| Año  | Clase | Moto  | 1      | 2      | 3      | 4      | 5       | 6      | 7       | 8      | 9      | 10      | 11     | 12     | 13     | 14      | 15      | 16  | 17  | 18  | 19  | Pos.  | Pts. |
| ---- | ----- | ----- | ------ | ------ | ------ | ------ | ------- | ------ | ------- | ------ | ------ | ------- | ------ | ------ | ------ | ------- | ------- | --- | --- | --- | --- | ----- | ---- |
| 2019 | Moto2 | Kalex | QAT    | ARG    | AME    | SPA    | FRA     | ITA    | CAT     | NED    | GER    | CZE     | AUT    | GBR    | RSM 24 | ARA     | THA     | JPN | AUS | MAL | VAL | NC    | 0    |
| 2020 | Moto2 | Kalex | QAT 22 | SPA 20 | AND 20 | CZE 25 | AUT Ret | EST 23 | RSM Ret | ERM 24 | CAT 19 | FRA Ret | ARA 22 | TER 21 | EUR 18 | VAL Ret | POR Ret |     |     |     |     | NC    | 0    |
| 2021 | Moto3 | Honda | QAT 21 | DOH 22 | POR 18 | SPA 18 | FRA 15  | ITA 21 | CAT 17  | GER 15 | NED 24 | EST Ret | AUT 15 | GBR    | ARA 20 | RSM     | AME     | ERM | ALG | VAL |     | 29.º* | 3*   |

- * Temporada en curso.